# August de Bary

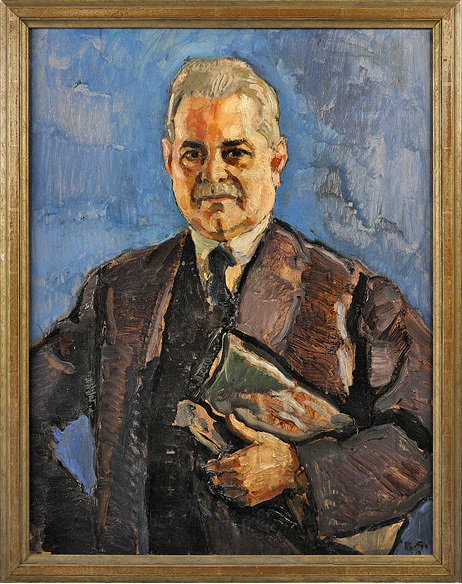
August de Bary, Ölgemälde von Rudolf Gudden (1929)

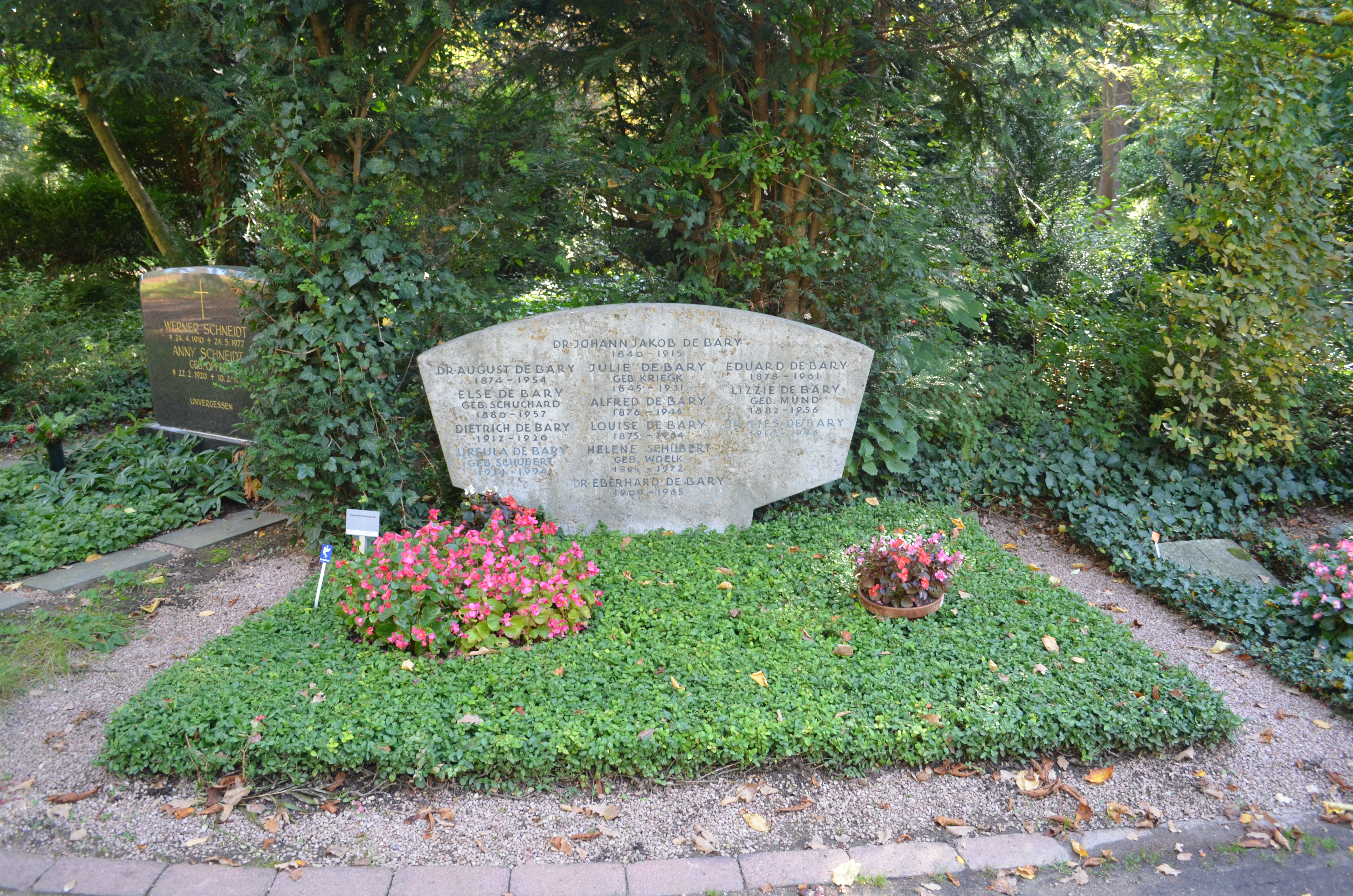
Grab von August de Bary auf dem Frankfurter Hauptfriedhof

August Georg Ludwig de Bary (* 17. Februar 1874 in Frankfurt am Main; † 10. Oktober 1954 ebenda) war ein deutscher Arzt und Kommunalpolitiker.

## Werdegang
Bary war der Sohn von Johann Jakob de Bary und dessen Ehefrau Maria Karoline Julie geborene Kriegk (1845–1931). Er besuchte das humanistische Gymnasium in Frankfurt und studierte Medizin in Heidelberg, Berlin und Freiburg, wo er 1897 promovierte. Nach Tätigkeit als Assistent am Hospital zum Heiligen Geist in Frankfurt kam er 1902 an das dortige Clementinen-Kinderkrankenhaus, als dessen Chefarzt (1912 bis 1928) er fast eineinhalb Jahrzehnte diese Institution prägte und insbesondere sich im Rahmen des Vaterländischen Frauenvereins für eine Verbesserung der Schwesternausbildung engagierte. Von seinem Vater Jakob de Bary übernahm er den Platz im Vorstand des Carolinum, der zahnärztlichen Universitätsklinik, dessen Vorsitzender er später wurde. Von 1928 bis 1933 war er außerdem Vorsitzender der Ärztekammer Hessen-Nassau, von 1933 bis 1953 sodann Betriebsleiter des Frankfurter Bürgerhospitals.
Darüber hinaus war er ab 1933 Vorsitzender der Verwaltung der Senckenbergischen Stiftung, deren Stiftungsgeschichte er aufarbeiten und erstmals ein Werkverzeichnis der stiftungseigenen Porträtsammlung anfertigen ließ. Nach Kriegsende war er von 1948 bis 1952 ehrenamtlicher Stadtrat in Frankfurt und von 1949 bis 1952 Vorstandsmitglied der Deutschen Krankenhausgesellschaft.

## Ehrungen
- 1933: Ehrenplakette der Medizinischen Fakultät der Universität Frankfurt
- 1938: Ehrenplakette der Deutschen Gesellschaft für die Geschichte der Medizin
- 1938: Ehrenbürger der Universität Frankfurt
- 1951: Ehrenmitglied der Deutschen Gesellschaft für die Geschichte der Medizin
- 1952: Ehrenmitglied des Verbands der Ärzte Deutschlands
- 1953: Verdienstkreuz (Steckkreuz) der Bundesrepublik Deutschland
- 1954: Ehrensenator der Universität Frankfurt
- 1954: Goetheplakette der Stadt Frankfurt am Main